# 5605 Кусіда
5605 Кусіда (5605 Kushida) — астероїд головного поясу, відкритий 17 лютого 1993 року.
Тіссеранів параметр щодо Юпітера — 3,608.